# Ruta de Illinois 104
La Ruta de Illinois 104, y abreviada IL 104 (en inglés: Illinois Route 104) es una carretera estatal estadounidense ubicada en el estado de Illinois. La carretera inicia en el sur desde la US 24  , GRR 1   en Quincy hacia el norte en la IL 29     en Taylorville. La carretera tiene una longitud de 202,6 km (125.91 mi).

## Mantenimiento

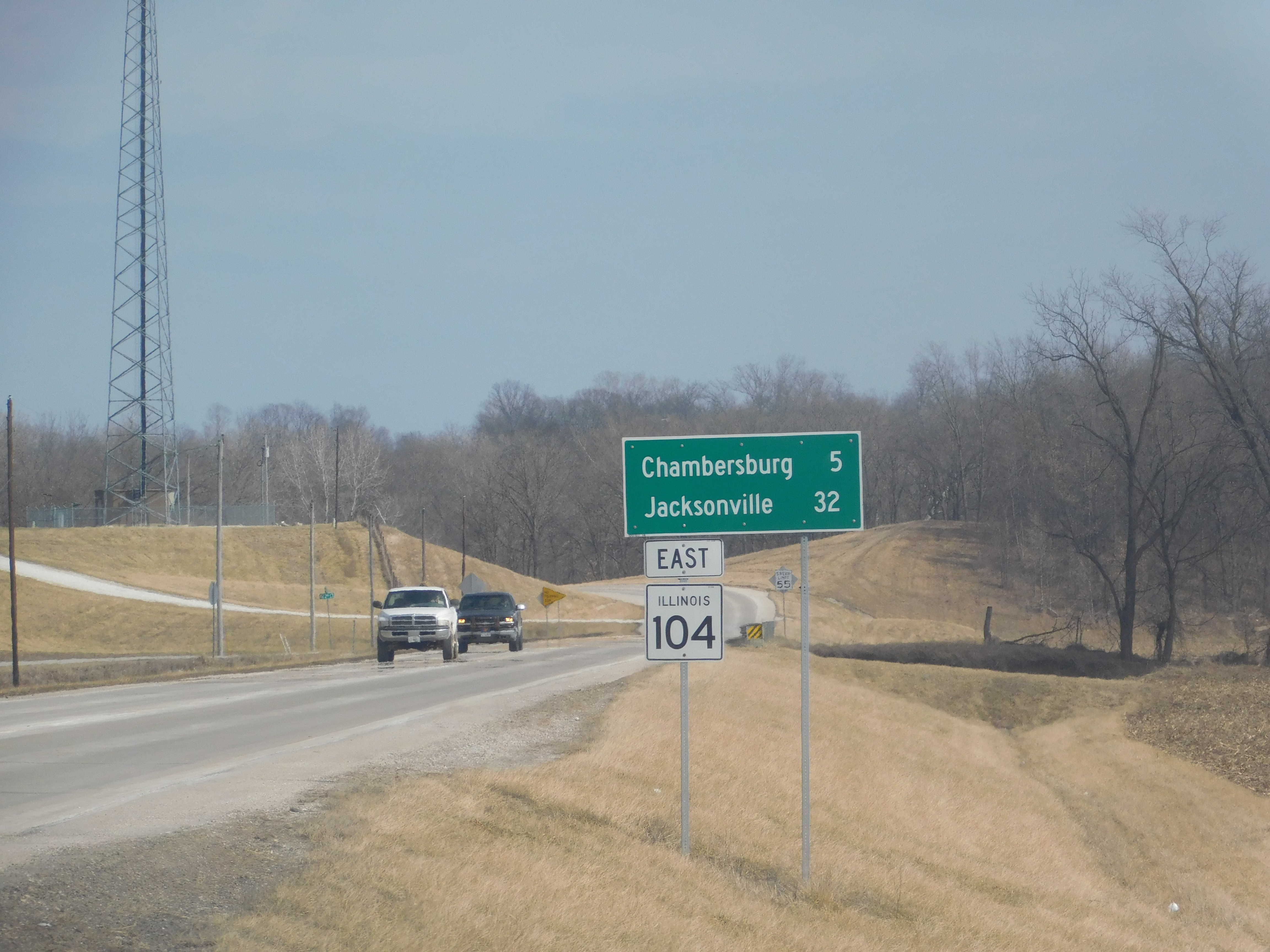

Al igual que las autopistas interestatales, y las rutas federales y el resto de carreteras estatales, la Ruta de Illinois 104 es administrada y mantenida por el Departamento de Transporte de Illinois por sus siglas en inglés IDOT.